# Grönlandfahrt

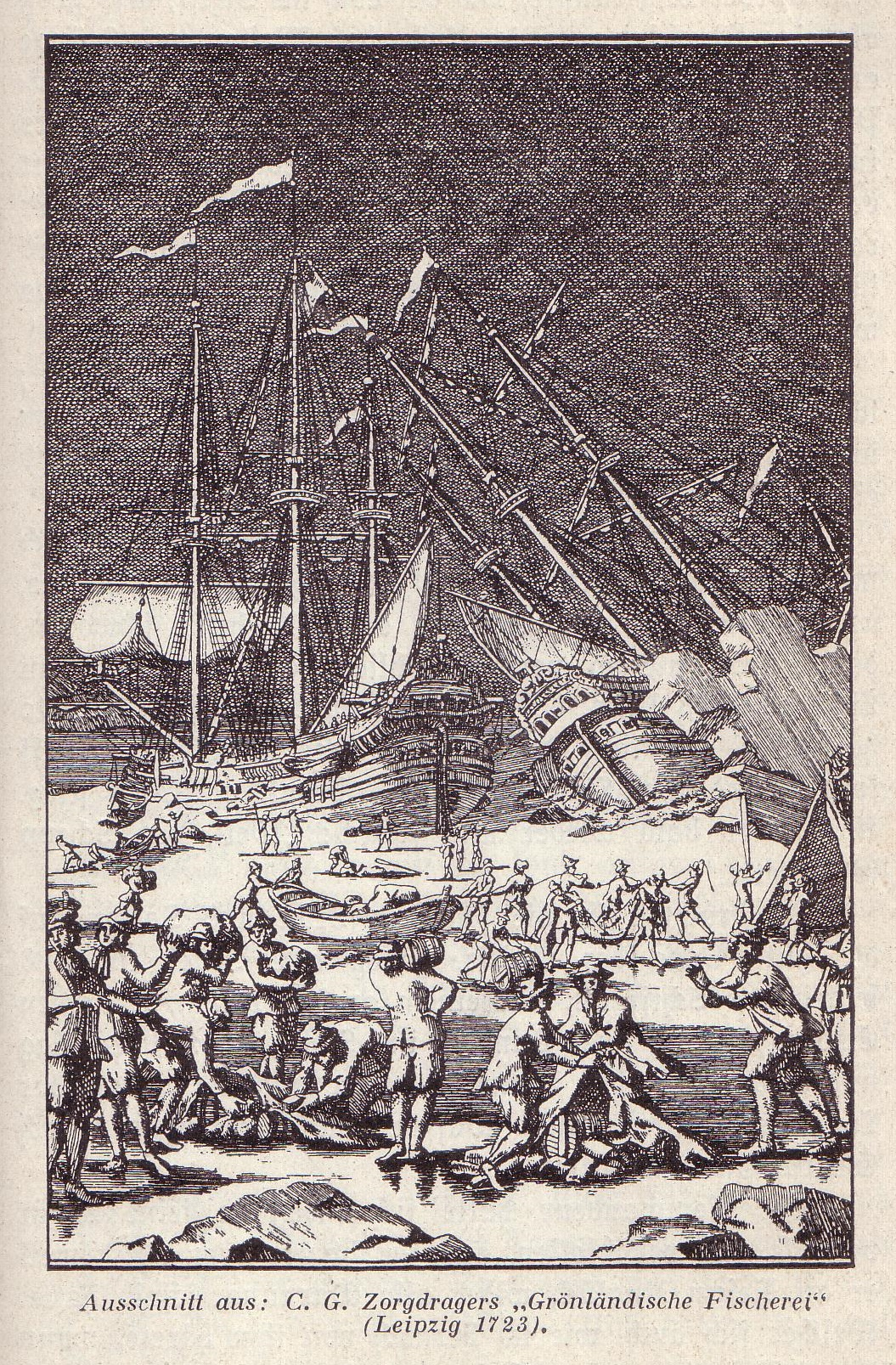
Aus C. G. Zorgdrager

Die Grönlandfahrt diente vom 17. bis zum 19. Jahrhundert dem europäischen Walfang vor Grönland. Die meisten Reedereien und Häfen lagen an der Nordsee. An der Ostsee betrieben Kaufleute in Lübeck und Flensburg Walfang, der so riskant wie lohnend war. Wohlstand brachte er vor allem Emden und den Nordfriesischen Inseln.

## Hintergrund

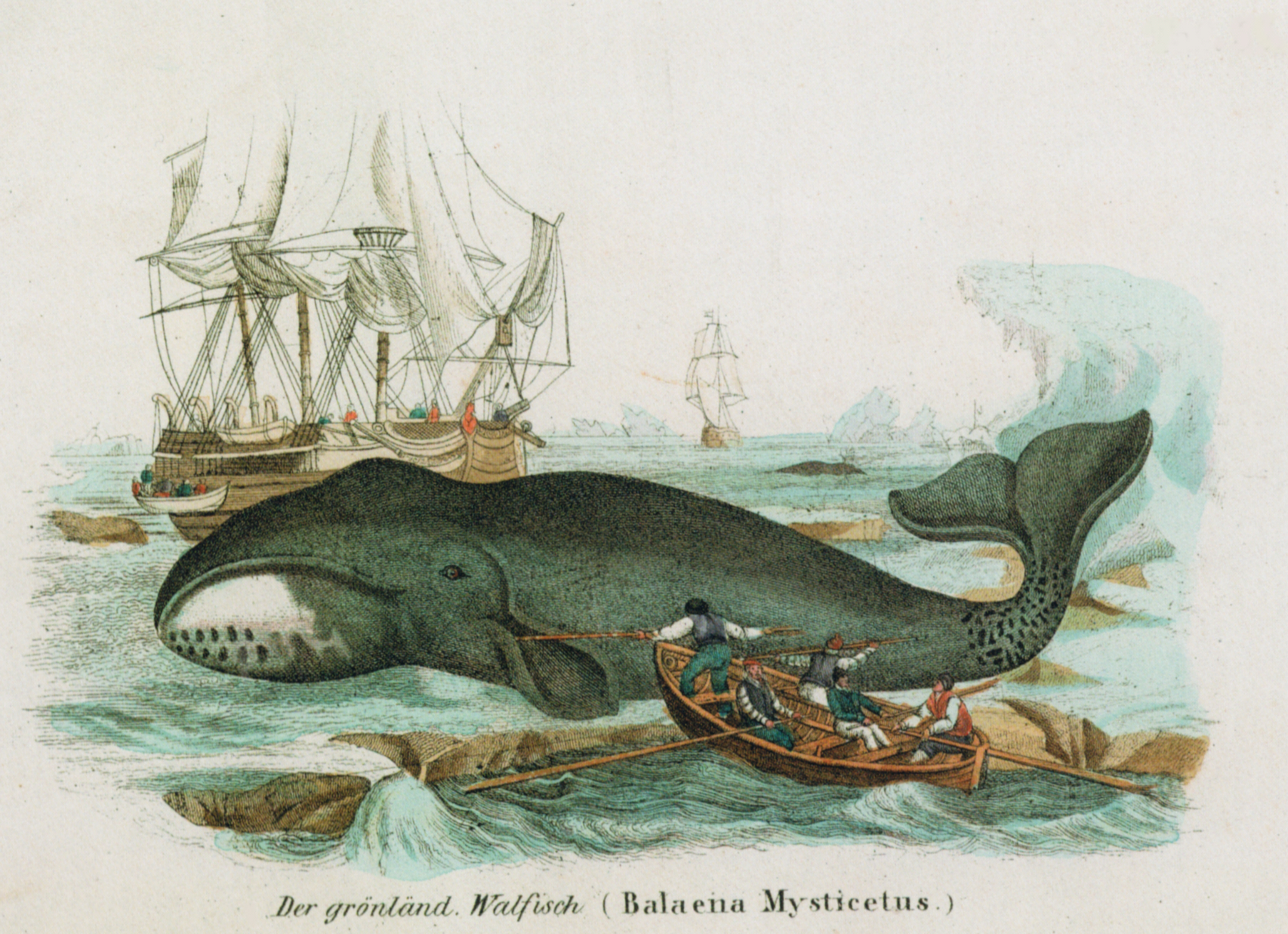
Der grönländische Walfisch (um 1840)

Das begehrte Walöl ließ im 17. Jahrhundert die Grönlandfahrt europäischer Nationen entstehen. Die Fangplätze lagen anfangs in den Fjorden und an den Küsten Spitzbergens. Zu Beginn des 18. Jahrhunderts verlagerten sie sich über die Packeiskanten vor dem Ostgrönlandstrom nördlich und westlich Spitzbergens in die Davisstraße.
Die Walfangreisen dauerten von April/Mai bis September. Die vor allem eingesetzten Fleuten waren entsprechend ausgerüstet, aber schiffbaulich nicht besonders hergerichtet. Meteorologische und ozeanographische Beobachtungen und Aufzeichnungen waren lebensnotwendig und ökonomisch geboten.

## Häfen

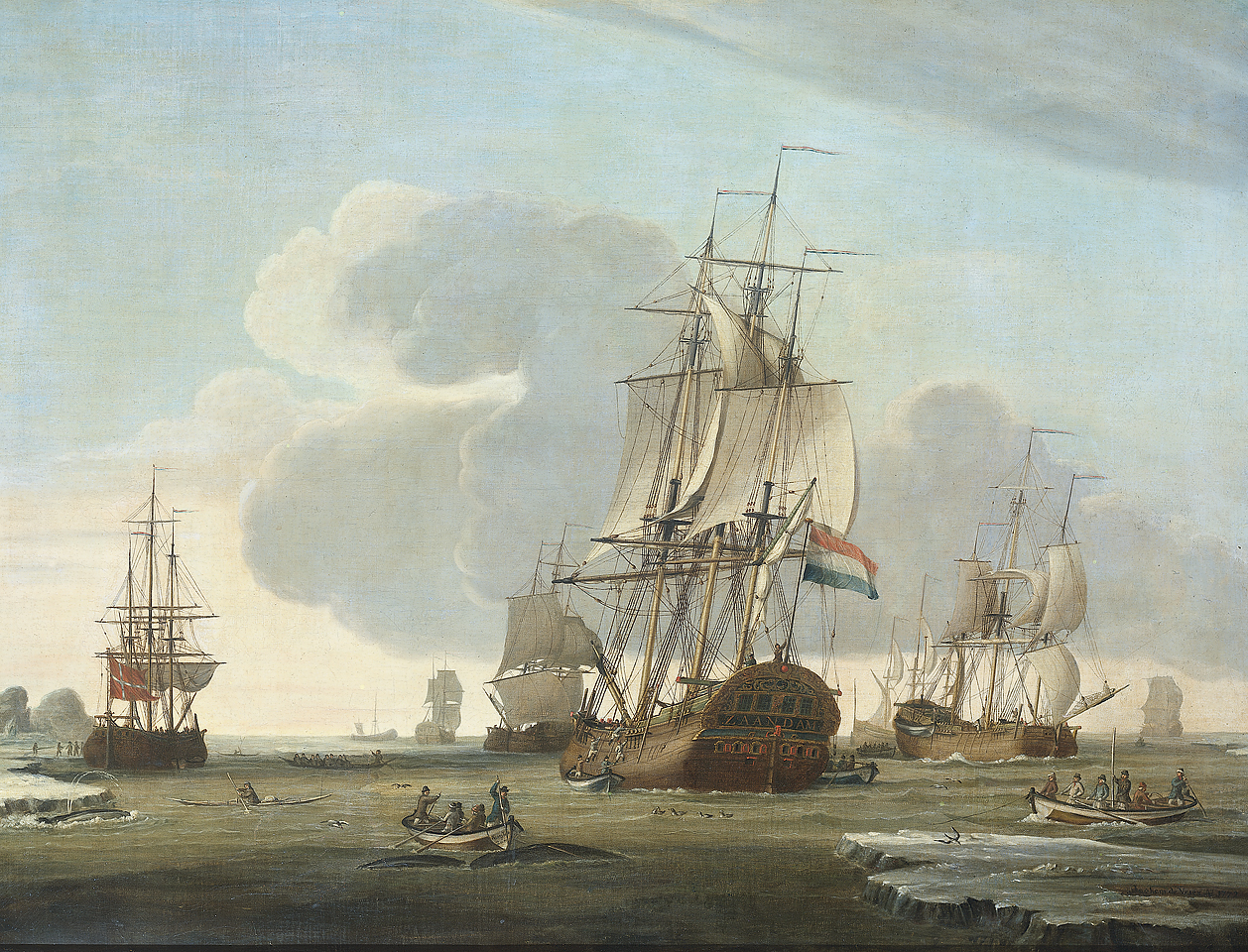
Niederländischer Grönlandfahrer Zaandam (Gemälde von Jochem de Vries, 1772)

### Emden
Als die Noorsche Maatschappij der Republik der Sieben Vereinigten Provinzen Ende 1642 einging, förderten der Bürgermeister und der Rat der Stadt Emden die in deutschen Landen wohl erste Grönlandfahrt. Sie konnten sich dabei auf Emder und Borkumer Seefahrer stützen, die für die Niederländer auf Walfang gewesen waren. Im Sommer 1643 kehrten zwei Schiffe mit gutem Fang zurück. Daraufhin gründeten siebzig Emder Kaufleute, vorwiegend Mitglieder der französisch-reformierten Gemeinde, die erste grönländische Kompagnie. Als Partenreederei wurden ihr steuerliche Vorteile zugestanden; für ausländische Ausrüstung und Brenntorf brauchten sie keine Abgaben zu leisten.
1650 wurde die zweite Emder Grönland-Kompagnie gegründet. Ihr folgten weitere, und allein 1660 kehrten 15 Schiffe wohlbehalten aus dem Eismeer nach Emden zurück. Den Erfolg der Emder Grönlandfahrt und ihre wachsende Walfangflotte sah man in den Niederlanden mit Besorgnis. So verboten die Generalstaaten 1661 allen Bürgern die Beteiligung am Walfang ausländischer Städte. Auch die Ausfuhr von Schiffen und Fischereigeräten wurde untersagt. Dadurch gingen Emden alle Charterschiffe verloren und man konnte in den Niederlanden keine Fanggeräte mehr kaufen. Trotzdem wird aus der Zeit von 1662 bis 1664 über 25 Grönlandfahrten berichtet.
Die Emder Grönland-Kompagnien hatten einen Bevindhebber als bevollmächtigten Geschäftsvertreter. Dem Boekhouder oblagen die Ein- und Auszahlung der Gelder und die geschäftliche Verwertung des Fanges. Der Equipagemeester besorgte die Schiffsausrüstung, der Commandeur die Heuer und die Fangreise. Als Gesellschafter stellten die Partizipanten das Kapital; sie bestimmten auch den Zeitpunkt der Ausrüstung, die Verwendung des Fangs, die Höhe der Rücklagen und die Dividende. Nach glücklichen Fangreisen stifteten die Reeder bis zu 100 Gulden für die Witwen und Waisen sowie für die Armen der Stadt. Zeugnisse des Emder Walfangs finden sich heute nur noch im Inselmuseum Dykhus auf Borkum.
Der ständige Verzehr von gepökelten und getrockneten Speisen und der Mangel an frischem Gemüse ließen immer den Skorbut fürchten. Deshalb liefen die Schiffe oft Spitzbergen an; denn hier gab es nicht nur frische Nahrung, Rentiere, Eisbären, Wasservögel und Vogeleier, sondern auch vitaminreiche Löffelkräuter. Das süßliche Kraut wuchs auf Vogelmist und wurde scherzhaft „Grönlandsalat“ genannt.
Der Bordfeldscher Johann Dietz schrieb:

„Vor Spitzbergen warfen wir die Anker aus und brachten die Schaluppen ins Meer. Das erste war, daß wir die Kranken (an Skorbut leidenden) an Land brachten, welche wie das Vieh zum Teil mit dem Maul das Schlath, welches eine Art Kraut, fast wie das Löffelkraut, von der Erde fraßen und in drei Tagen alle gesund wurden.“

Die wahrscheinlich letzte Emder Grönlandkompagnie wurde 1852 auf Aktien gegründet. Sie schickte einige Schiffe zum Robbenschlag. Zur schiffbaulichen Entwicklung, zum Bordleben und zu Unglücken der Walfänger und „Robbenklopper“ finden sich bei Alfred Schmidt aufschlussreiche Einzelheiten.

### Bremen
Nach den Engländern und den Niederländern wollten auch die Bremer am lohnenden Walfang teilhaben. Dazu gründeten einige Kaufleute zwei Grönländische Companien, deren sechs Schiffe „mit reichem Segen heimkehrten“. 1081 bremische Fangschiffe fuhren trotz Treibeis, Packeis, gewaltigen Nordstürmen und Skorbut in der Zeit von 1695 bis 1798 ins Polarmeer. 22 Schiffe blieben auf See; die meisten wurden vom Packeis zerdrückt.

### Hannover
In Chur-Hannover entstand die vergessene linkselbische Grönlandfahrt. 1767 lief das erste Schiff von der Oste aus. 1775 stellten Stade, Bützfleth, Himmelpforten, Twielenfleth und Engelschoff und an der Oste Geversdorf und Osten den Hamburger Reedereien 299 Mannschaften, einige mehr als die rechtselbischen Städte in Holstein. Nach dem wirtschaftlichen Einbruch durch die Napoleonischen Kriege belief sich der Stader Anteil an den Hamburger Grönlandfahrern auf 28 %. Spaden stellte viele Kapitäne der Grönlandfahrt.

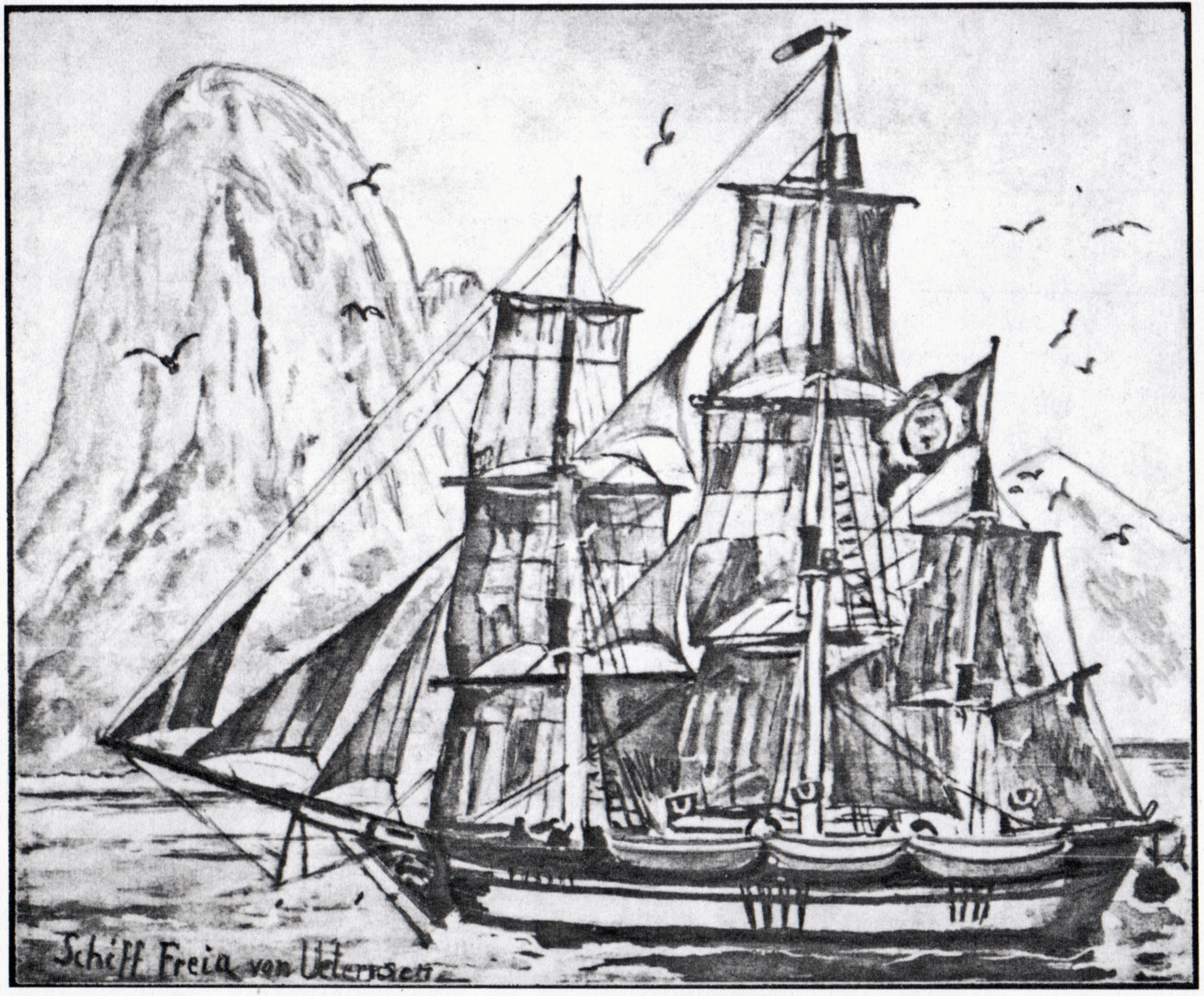
Uetersener Walfangschiff Freya vor der Grönlandinsel Jan Mayen, Aquarell von Johann Theodor Schultz

### Hamburg und Städte in Holstein und Schleswig
Während die Nordfriesen vor allem unter niederländischer Flagge auf Walfang gingen, entwickelte sich die Grönlandfahrt auch in Hamburg und in Städten des dänischen Herzogtums Schleswig und des deutschen Herzogtums Holstein.
1644 erlaubte der dänische König Christian IV. einem aus den Niederlanden stammenden Reeder in Hamburg, eine Societas Groenlandiae zu gründen. Innerhalb von 30 Jahren wuchs die Fangflotte der Hansestadt auf 83 Schiffe an. Die großen Gewinne führten dazu, dass die Grönlandfahrt auch in Glückstadt (1671) und Altona (1685) erfolgreich aufgenommen wurde. In Beidenfleth, Brunsbüttel, Elmshorn, Kollmar, Friedrichstadt, Itzehoe und Uetersen sowie in Flensburg als einzigem Ostseehafen erlangte die Grönlandfahrt keine größere Bedeutung. Merkantilismus im Dänischen Gesamtstaat ließ den Walfang der Städte nach 1770 gedeihen; die Napoleonischen Kriege und die Kontinentalsperre brachten ihn jedoch weitgehend zum Erliegen. Erst nach dem Wiener Kongress 1814 konnte die Grönlandfahrt wieder aufgenommen werden. Da die Walbestände inzwischen stark dezimiert waren, wurde sie zunehmend als Robbenschlag betrieben. Auch der wurde 1836 in Altona, 1863 in Glückstadt und Flensburg und 1872 in Elmshorn aufgegeben.
Siehe auch: Deutscher Walfang und Johann Dietz

### Rømø, Fanø und Nordfriesland
In der Geschichte der bis 1864 noch zum dänischen Herzogtum Schleswig gehörenden nordfriesischen Geestinseln und der Halligen sowie auf den nördlich anschließenden Wattenmeerinseln Rømø und Fanø hat die Grönlandfahrt zentrale Bedeutung. Bei dem ohnehin kargen und gefährlichen Leben herrschte nach der Burchardiflut allenthalben große Not. Als Ludwig XIII. im selben Jahr den Basken die Heuer unter nicht-französischen Flaggen verboten hatte, machten sich immer mehr Nordfriesen und Jütländer auf, um auf niederländischen Grönlandfahrern anzuheuern. Bald fuhren ganze Familien und Nachbarschaften bei bestimmten Reedereien. Eine bedeutende eigene Walfangflotte entstand auf den nordfriesischen Inseln zwar nicht; ihre Seeleute wurden aber bald gesuchte Harpuniere, Steuerleute und Commandeure (Kapitäne) der Walfangschiffe. Lohn der gefährlichen und entbehrungsreichen Arbeit im Arktischen Ozean war ein neuer Wohlstand auf Sylt, Amrum, Föhr und den Halligen sowie auf der nördlich von Nordfriesland liegenden Insel Rømø. Die soziale Stellung der Frauen verbesserte sich wesentlich, weil sie über Monate auf sich allein gestellt und für Haus und Hof verantwortlich waren.

### Lübeck

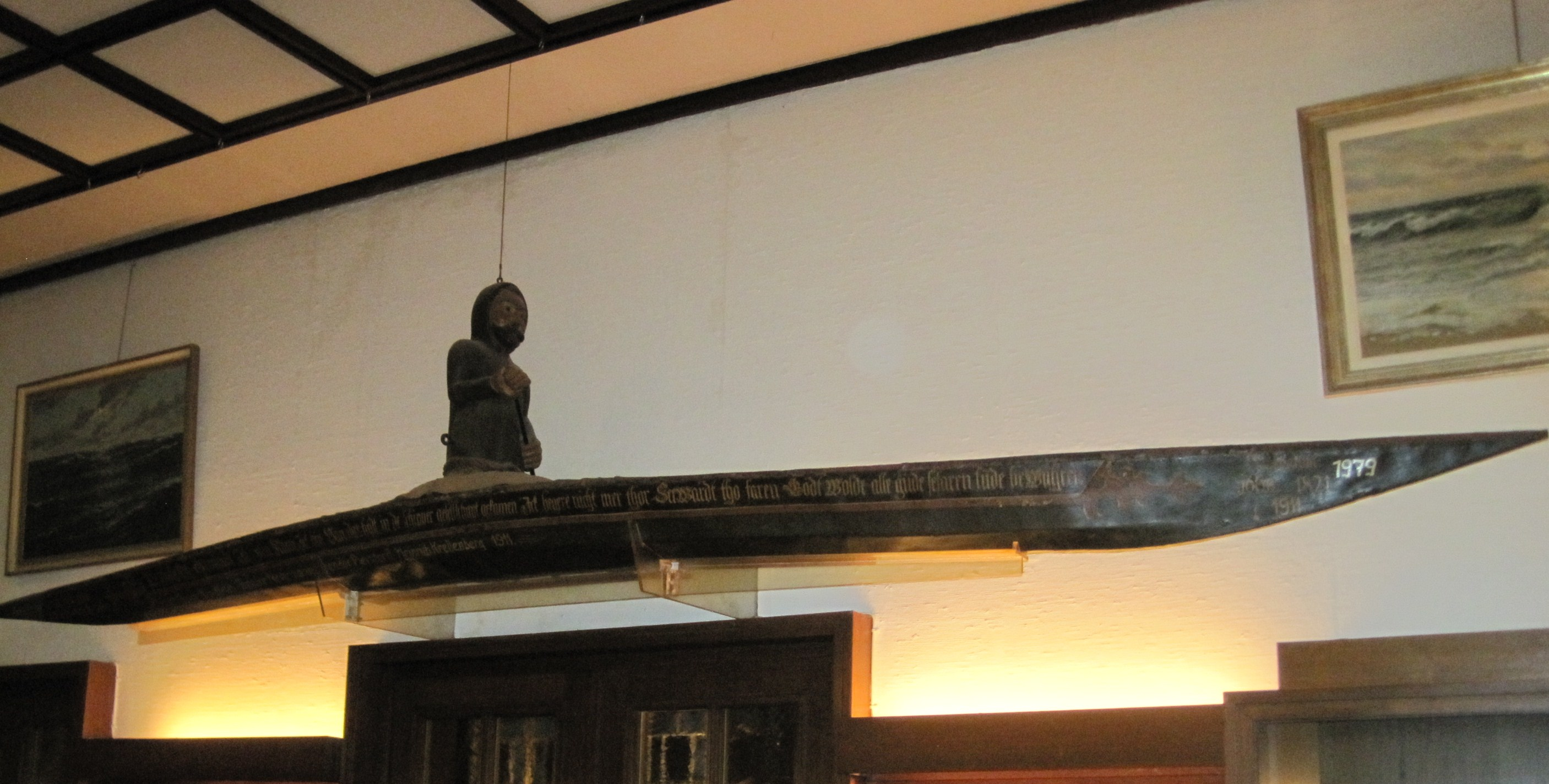
Kajak von 1607 in der Schiffergesellschaft

Auch der Ostseehafen Lübeck nahm an der Grönlandfahrt teil. Die Beteiligung am Walfang im Nordatlantik setzte zu Beginn des 17. Jahrhunderts ein. Ein in der Schiffergesellschaft noch heute gezeigtes Kajak eines Eskimos gilt als eines der frühen Zeugnisse. Es wurde 1607 von Lübecker Seeleuten südlich Grönland geborgen. Nach anderer Auffassung stammt das Kajak von einer dänischen Grönlandexpedition 1605/06. Das Boot wurde 2002 vermessen und hat heute einige Nachbauten.
Wegen des hohen Geschäftsrisikos wurde 1680 eine Walfangkompagnie gegründet. Nachhaltig betrieben wurde die Grönlandfahrt erst nach Ende des Dreißigjährigen Krieges ab 1665. Einhergehend mit dem Niedergang der Hanse wurde dieses Geschäftsfeld auch von Lübecker Seite auf- und ausgebaut. Die Lübecker Grönlandfahrergesellschaft bestand überwiegend aus Mitgliedern der Kaufleutekompagnien (heute Kaufmannschaft) und beherrschte von 1665 bis 1692 den Lübecker Walfang. Sie führte insgesamt 44 Schiffe von Partenreedern nach Grönland. Daneben war auch der Lübecker Großkaufmann Thomas Fredenhagen in diesem Geschäftsfeld als Einzelkaufmann mit sechs Schiffen aktiv: allein Der Engel Michael leichterte 1683 gut 16 Wale an der Einsegelstraße, dem Anlandeplatz der Lübecker Walfänger. Die Einsegelstraße ist die heutige Einsiedelstraße; in der Mitte des 18. Jahrhunderts entstand hier das Schlösschen Bellevue, was auf den Rückgang des Walfangs vor jener Zeit schließen lässt.
Auch aus dem 18. Jahrhundert haben sich bildliche Darstellungen der Grönlandfahrt im St. Annen Museum Lübeck erhalten. Eine Wiederaufnahme des Walfangs im Südatlantik scheiterte 1844, weil die erforderlichen Mittel nicht eingeworben werden konnten.

### Flensburg
Zwischen 1722 und 1863 fuhren Schiffe vom Flensburger Hafen in die Gewässer um Grönland und Spitzbergen zum Walfang und Robbenschlag. Die Flensburger Grönlandfahrten waren wechselhaft erfolgreich und lassen sich in vier Phasen unterteilen. In der ersten Phase wurde die 1722 „Grönländische Compagnie“ gegründet, die offenbar durch Schiffsverlust 1728 scheiterte. Die zweite Phase begann in den 1740er Jahren mit der Gründung einer Aktiengesellschaft namens „Handlungs-Societät auf Grönland“. Die zur Streuung des Risikos eingerichtete Aktiengesellschaft beruhte auf 500 Eigner-Anteilen zu je 300 Lübische Mark. Die Aktiengesellschaft betrieb fünf Wal- und Robbenfängerschiffe. Je Fahrt konnten mit diesen jeweils zwei bis drei Wale erlegt werden. Der zurückgebrachte Tran wurde in einer Siederei in St. Jürgen ausgekocht. Auf Grund zu hoher Kosten wurden 1757/58 alle Schiffe der Gesellschaft verkauft und lediglich 44 Lübische Mark an die Anteilseigner zurückbezahlt. In der anschließenden dritten Phase betrieben nur noch einige Einzelsegler von Flensburg aus Grönlandfahrten. Zur Unterstützung des Wirtschaftszweiges, von dem auch mehrere Zulieferer profitierten, bot die dänische Regierung ab 1784 Prämienzahlungen an. 1789 wurde sodann von Einzelunternehmungen die von Flensburg aus Walfang betrieben die „Interessenschaft der Grönländischen Handlung“ gegründet. Diese betrieb offenbar eine Siederei am Hafen beim Nordertor, die auf Grund des Gestankes um 1800 in den sogenannten „Grönlandsgang“ verlegt wurde. Die vierte Phase begann nach den Napoleonischen Kriegen. Ab 1817 fuhren bis zu acht Walfänger von Flensburg aus. Die letzten Flensburger Walfänger wurden 1863 außer Dienst gestellt. Ein halbes Jahrhundert später, im Jahr 1913, erhielt der Grönlandgang, in dem sich die letzte Tranbrennerei Flensburgs befand, offiziell seinen Namen. Neben diesem erinnern noch heute verschiedene Exponate im Schifffahrtsmuseum Flensburg an die Flensburger Grönlandfahrten.

## Gräber
Nordatlantische Walfänger
St. Laurentii (Süderende) auf Föhr
Borkum
Magdalenenfjord in Spitzbergen
Krossfjord in Spitzbergen (Niederländer)
Red Bay in Labrador (Basken)
Südatlantische Walfänger
Ocean Harbour, Südgeorgien